# Norton Lewis Lichtenwalner
Norton Lewis Lichtenwalner (* 1. Juni 1889 in Allentown, Pennsylvania; † 3. Mai 1960 ebenda) war ein US-amerikanischer Politiker. Zwischen 1931 und 1933 vertrat er den Bundesstaat Pennsylvania im US-Repräsentantenhaus.

## Werdegang
Norton Lichtenwalner besuchte die öffentlichen Schulen seiner Heimat einschließlich der Allentown High School, die er im Jahr 1905 absolvierte. Danach setzte er seine Ausbildung an der Bethlehem Preparatory School und der Lehigh University in Bethlehem fort. 1908 zog er nach New York City, wo er bis 1915 im Bankgewerbe arbeitete. Danach kehrte er nach Allentown zurück und war dort zwischen 1915 und 1922 als Möbelhändler tätig. Anschließend verkaufte er bis 1933 Autos. Während des Ersten Weltkrieges gehörte er der Reserve der United States Navy an.
Politisch war Lichtenwalner Mitglied der Demokratischen Partei. Bei den Kongresswahlen des Jahres 1930 wurde er im 14. Wahlbezirk von Pennsylvania in das US-Repräsentantenhaus in Washington, D.C. gewählt, wo er am 4. März 1931 die Nachfolge des Republikaners Charles Joseph Esterly antrat. Da er im Jahr 1932 nicht bestätigt wurde, konnte er bis zum 3. März 1933 nur eine Legislaturperiode im Kongress absolvieren. Diese war von den Ereignissen der Weltwirtschaftskrise geprägt.
Nach dem Ende seiner Zeit im US-Repräsentantenhaus bekleidete Norton Lichtenwalner bis 1942 einige Regierungsämter der Staatsregierung von Pennsylvania. So war er unter anderem von 1935 bis 1935 Direktor des Pennsylvania National Emergency Council. Im Jahr 1949 wurde er in den Stadtrat von Allentown gewählt; 1955 war er für eine Amtszeit Kämmerer im Lehigh County. Er starb am 3. Mai 1960 in seinem Geburtsort Allentown, wo er auch beigesetzt wurde.